# Claude-François Jullien
 (août 2018).
Si vous disposez d'ouvrages ou d'articles de référence ou si vous connaissez des sites web de qualité traitant du thème abordé ici, merci de compléter l'article en donnant les références utiles à sa vérifiabilité et en les liant à la section « Notes et références ».
Pour les articles homonymes, voir Jullien.
Claude-François Jullien est un journaliste français né à Brest en 1935 dans une famille très pratiquante dont le père est ingénieur militaire. Élève dans l'enseignement catholique avec un passage chez les jésuites, il baigne dans un milieu familial dont le personnalisme n'est pas étranger au rapport critique envers l'institution ecclésiastique.

## Biographie
Avec un père formé par le Sillon et les prêtres démocrates, il est amené à lire la revue Esprit même si sa lecture de Temps présent est plus régulière. Proches de la gauche du MRP après avoir été gaullistes, ses parents lui inculquent l'attachement à l'école libre et le refus de tout compromis avec les communistes. Inscrit en Histoire–Géographie à l'Université de Rennes, il milite à la JEC et à l'UNEF où il est élu président des étudiants en lettres. Mais sa principale structure de sociabilité politique est le groupe Témoignage chrétien qu'il a créé avec des amis et que parraine Jean Delumeau et François-Xavier Hutin, le fils du patron d’Ouest-France. C'est d’ailleurs dans ce dernier qu’il effectue, comme stagiaire, ses premiers pas dans le journalisme.
Mais, en désaccord avec la ligne du quotidien sur la guerre d'Algérie, il préfère la presse parisienne dont il est amené à rencontrer certaines figures (Suffert, Montaron, Mandouze, …) lors de réunions de Témoignage chrétien. Dissuadé de se tourner vers l’enseignement après quelques cours dans un lycée privé de Saint-Malo (1957), il effectue donc sans grand enthousiasme un 3e cycle d’histoire de religion puis un stage d'agrégation. C'est alors qu'en 1961, il monte à Paris et trouve un poste à Témoignage chrétien. Responsable du secteur politique, social et économique, son travail consiste surtout à commander des articles à des journalistes extérieurs (Gilbert Mathieu, Johanne Leroy, Bernard Ferroud, etc.).
Politiquement proche du Parti socialiste unifié (PSU), il accueille les contributions de personnalités comme Michel Rocard, Jacques Delors ou encore de la minorité de la CFTC (Eugène Descamps, Albert Détraz, etc.). Mais s'il donne beaucoup la parole à ces derniers qui sont souvent issus de la Jeunesse ouvrière chrétienne (JOC), il entretient quand même de bons rapports avec la CGT, notamment avec Séguy. Appelé sous les drapeaux en 1963, il récupère son poste après 16 mois d'absence, Mais, en 1967, un premier accrochage survint avec Montaron sur un papier jugé trop critique à l'égard des Palestiniens. Cela s’aggrave quand, en mai 68, il cherche avec Bernard Schreiner et André Vilmeux à imposer à Montaron un Comité d'entreprise et une société de rédacteurs. 
Ainsi, en décembre 1968, il ne peut empêcher le clash avec Montaron et il est licencié. À la recherche d'emploi, il se tourne vers le Nouvel Observateur. S'il consent à ne pas postuler au remplacement de Claude Krief, il envoie quand même son press-book rue d’Aboukir. Reçu chaleureusement par Hector de Galard, il est engagé en avril 1969.
Attaché au service politique, il partage son bureau avec les membres de la gauche du journal (Yvon Le Vaillant, Claude Angéli, Jacqueline Dana, René Backmann, Mariella Righini) qui l'amènent à fréquenter la mouvance maoïste. Ainsi, il distribue la Cause du peuple avec Sartre et même il y écrit des articles sous pseudonyme. 
Au Nouvel Observateur, il couvre la politique intérieure jusqu'à la campagne législative de Michel Rocard (octobre 1969). Cessant alors presque de traiter de l'actualité politique si ce n'est celle de sa région natale, il prend en charge les questions religieuses et sociales. Abordant ces dernières par le biais des mouvements d'agriculteurs et de commerçants artisans (notamment le CID-UNATI), il traite aussi de l'agitation lycéenne postérieure à mai 68.
En 1972, il en tire un livre sur le sujet (Les lycéens, ces nouveaux hommes, Stock) mais il est alors surtout préoccupé par les grèves de chez Renault. 
En compagnie de Jean Moreau (chef de la documentation), il accompagne ainsi les militants maoïstes dans leur opération jusqu'à en venir au poing avec les dirigeants cégétistes de l'usine. Et il est présent lors du décès de Pierre Overney (25 février 1972). Ses papiers sur le sujet font l'objet d'un étroit contrôle de la part d'une direction de la rédaction proche du patron de l'usine, lui-même favorable au syndicat CGT. C'est d'ailleurs contre un article favorable à celle-ci qu’en juin 1972, il prend position avec l'aile maoïste et anti-unitaire du journal (Jean Moreau, Nicole Muchnik, Michel Bosquet, Mariella Righini) au grand dam de la direction.
De plus, il se retrouve seul sur ces positions dans un service politique où les divers arrivants (Georges Mamy, Kathleen Evin, Irène Allier, Thierry Pfister) ne partagent ses critiques envers le contenu du Programme commun et la pratique mitterrandienne. Quant à Lucien Rioux, s'il est politiquement cédétiste, il garde un attachement charnel à la CGT. Il y prêche donc un peu dans le désert lorsqu'il s'y fait l'écho des thèses d'Edmond Maire, dirigeant de la CFDT dont il est proche et qu'il amène plusieurs fois assister aux conférences de rédaction. Sensible aux thèses de Jean Moreau (responsable de la CFDT) après l'avoir été à celles de Fredo Krumnow, il couvre ainsi l'actualité syndicale dans un sens favorable à la CFDT (à noter qu'il s’entretient par deux fois avec Jacques Delors).
Au travers des quelques papiers qu'il publie sur la situation politiques nationale, il apparaît comme un catholique de gauche sensible aux rapports des chrétiens avec la gauche, à la défense de l'école libre et aux conditions d'accueil des immigrés.
Sur ce dernier sujet, il interview Sally N'Dougo en octobre 1977 et fait preuve d'un anti-racisme qui n'a d'égal que sa fibre tiers-mondiste et anticolonialiste. Sur l'école, malgré l'opposition d'autres de Georges Mamy ou Yvon Le Vaillant, il prend la défense de l'enseignement privé. Et sur les relations des chrétiens avec la politique, il interview par exemple le communiste Maxime Gremetz dans le cadre d’un grand dossier ("Catholiques : le temps des passions") où il s'investit beaucoup (janvier 1978). Il tente même, vers 1976, de servir d'intermédiaire entre l'Église et le PS lors d'un dîner réunissant chez Jean Daniel, Mitterrand et le cardinal Marty.
Mais il échoue en dépit des bons liens qu'il a tissé avec la direction de l'institution comme l'illustre ses entretiens successifs avec les évêques L'Heureux de Perpignan (8 avril 1974) et Matagrin de Grenoble (23 janvier 1978), Monseigneur Gilson (20 juin 1977) et le cardinal François Marty (22 décembre 1980). La nomination de son frère Jacques comme évêque de Beauvais n'est peut-être pas étrangère à la qualité de ses sources même celles-ci tiennent à son propre carnet d'adresse. Enfin, il lui arrive aussi d'aborder le reste du monde par le biais du thème de la religion. Il évoque ainsi l'Église de Pologne dès juin 1975 et, dans le cadre de document de la semaine, la condition des chrétiens au Viêt Nam et de Chine.
En 1984, il prend la tête de l'opposition du journal à la loi contre l'école libre.